# Merseburg
Merseburg település Németországban, azon belül Szász-Anhalt tartományban. Lakosainak száma 34 721 fő (2023. december 31.). Merseburg Schkopau és Leuna községekkel határos.

## Fekvése
Lipcsétől nyugatra fekvő település.

## Történelem
Merseburg homokkőmagaslatán I. Henrik emeltetett először várat.
A hely a magyar történelem lapjain is szerepel. A német király 933-ban olyan döntő csapást mért itt a magyar seregekre, hogy támadásaikat ebben az irányban később már csak szórványosan folytatták.
I. Henrik fia, I. Ottó itt püspökséget alapított és a 13. századig a városban birodalmi gyűléseket is tartottak.
A 13. században Merseburg nagy fejlődésnek indult, de a következő évszázadok tűzvészei és a harmincéves háború pusztításai fejlődésében nagyban visszavetették, utána azonban újból fellendült. A reformáció után az ősi püspöki rezidencia egyben szász világi választófejedelmek adminisztrátorainak székhelyévé vált.
A várost az 1815. évi bécsi kongresszus után Poroszországhoz csatolták, és a szász provincia közigazgatási székhelye lett.
A város fellendülését az iparosodás hozta meg.

## Nevezetességek
- 933-ban itt volt a merseburgi csata.
- Kastély - A dómmal összeépített kastély Merseburg püspöki történetének tanújele. Első formáját 1260 körül kapta, ekkor építtette fel első formájában a merseburgi püspök. 1480-ban keleti szárnyát átépítették, nagyrészt késő gótikus stílusban, majd 1604-ben Móric szász választófejedelem újból átépíttette és új díszítőelemekkel gazdagíttatta.
- Keresztelő Szent János és Szent Lőrinc székesegyház

## Népesség
A település népességének változása:
| Lakosok száma | 34 052 | 34 197 | 34 080 | 33 641 | 34 335 | 34 721 |
|               | 2015   | 2017   | 2019   | 2021   | 2022   | 2023   |